# 히원츠
히원츠는 대한민국의 음악 그룹이다. 2021년 싱글 《내 삶의 주인은 누구》로 데뷔했다.

## 방송
- 콘테스트M3 (2023) - 금상

## 음반
- 내 삶의 주인은 누구 (2021)
- 娼(창)고멜 (OST) (2022)